# Exidmonea atlantica
Exidmonea atlantica is een mosdiertjessoort uit de familie van de Tubuliporidae. De wetenschappelijke naam van de soort is, als Idmonea atlantica, voor het eerst geldig gepubliceerd in 1847 door Forbes in Johnston.